# Luzenac Group
Luzenac Group, провідне підприємство Talc de Luzenac — компанія, яка володіє найбільшим гірничим підприємство з видобутку тальку у світі — тальковим кар'єром «Тримунс».
Територіально знаходиться у Франції, поблизу кордонів з Іспанією. Штаб-квартира у Тулузі. Компанія Talc de Luzenac — філія Rio Tinto.